# Instituto Ioffe

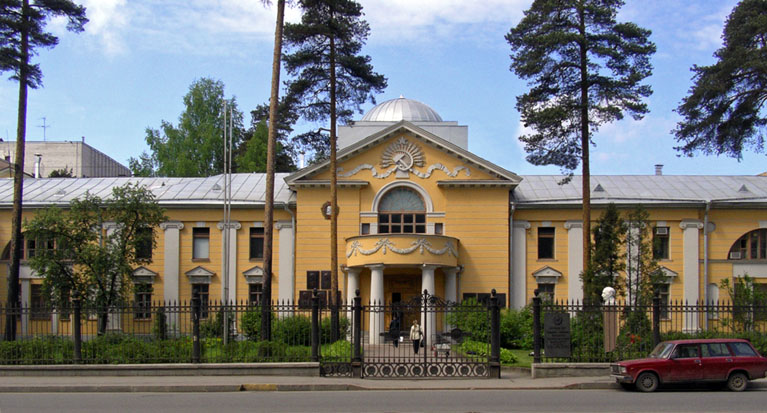
Prédio principal do Instituto Ioffe

O Instituto Fisicotécnico Ioffe da Academia de Ciências da Russia (abreviadamente Instituto Ioffe) é um dos maiores centro de pesquisa da Rússia especializado em física e tecnologia. O instituto foi estabelecido em 1918 em São Petersburgo e foi dirigido algumas décadas por Abram Ioffe. O instituto é um membro da Academia de Ciências da Rússia. Desde 20 de setembro de 2024, o diretor é Ivanov Sergey Viktorovich.
O instituto tem as seguintes divisões:
- Centro de Física de Nano e Heteroestruturas
- Eletrônica do Estado Sólido
- Física do Estado Sólido
- Física do Plasma, Física Atômica e Astrofísica
- Física de Dielétricos e Semicondutores

## Acadêmicos associados com o instituto
- Anatoly Alexandrov
- Zhores Alferov
- Abraham Alikhanov
- Artem Alikhanian
- Lev Artsimovich
- Matvei Petrovich Bronstein
- Edward Drobyshevski
- George Gamow
- Vladimir Gribov
- Evgeni Gross
- Yuri Denisyuk
- Igor Kurchatov
- Dmitri Skobeltsyn
- Oleg Firsov
- Georgy Flyorov
- Yakov Frenkel
- Andrei Fursenko
- Abram Ioffe
- Pyotr Kapitsa
- Juliï Borisovich Khariton
- Yury Kovalchuk
- Lev Landau
- Lev Shubnikov
- Nikolay Semyonov